# Centrale idroelettrica di Farneta
La centrale idroelettrica di Farneta, denominata Romeo Melli, è un impianto per la produzione di energia idroelettrica, di proprietà dell'Enel, situata a Farneta, frazione di Montefiorino in provincia di Modena.
La centrale è dedicata a Romeo Melli, uno degli ingegneri (1874-1927) che maggiormente seguì lo sviluppo dell'intero progetto, dalle dighe d'invaso all'impianto.

## Descrizione

### Dal 1924 al 1989
Le acque utilizzate per attivare i generatori derivano dai bacini imbriferi di due torrenti, Dolo e Dragone, affluenti del fiume Secchia.
La costruzione della centrale è iniziata nel 1924, sotto la direzione della Società Consorzi Emiliani di Bonifica di Parma, impiegando 800 operai (successivamente assunti per la costruzione della Diga Braglie), per concludersi nel 1928. il suo scopo iniziale era quello di fornire energia, attraverso le reti della Società Emiliana di Esercizi Elettrici, agli impianti di idrovore dei Consorzi di Bonifica delle province di Reggio, Modena, Bologna, Ferrara e Mantova ed effettuare scambi di energia tra reti di diversa frequenza.
Inizialmente, le acque del torrente Dragone, venivano portate alla diga di Fontanaluccia attraverso una galleria a tracciato rettilineo ricavata nella dorsale montana che separa la valle del Dragone da quella del Dolo. Le acque del Dragone, mediante uno scarico di fondo della galleria, venivano convogliate in un torrente che confluiva nel serbatoio di Fontanaluccia, dove venivano utilizzate, insieme a quelle del Dolo, nella centrale di Farneta. La struttura a monte della Diga Braglie (70.000 m³) venne terminata solo nel 1939, dando così la possibilità di sfruttare il pieno potere generativo dell'impianto di Muschioso con potenza di 11 MVA.
Esiste una "centrale di controllo" a monte della centrale vera e propria (che si trova nel fondo della vallata). Tale zona pilota (oggi completamente automatizzata) denominata "la vasca", e situata nell'abitato di Farneta, permette anche il controllo e la pulizia dei condotti. Successivamente al termine dei lavori, il percorso ferrato realizzato per la costruzione della diga e lo scavo della galleria che da Fontanaluccia portava l'acqua del Dolo fino a Farneta, sono diventate delle strade comunali.
Il macchinario dell'impianto di Farneta, costituito da 4 gruppi ad asse orizzontale della potenza di 12 MVA cadauno, ha cessato il proprio servizio nel 1989, rimanendo però all'interno della centrale a scopo museale e didattico.

### Dal 1990 ad oggi: la seconda Centrale
La centrale, completamente automatizzata dal 1990, impiega oggi un gruppo ad asse verticale da 34 MVA, per una potenza complessiva pari a 30,3 MW.
L'intera struttura industriale è stata restaurata conservando la forma degli anni venti. La centrale è stata successivamente ampliata per far fronte alle esigenze di fornitura elettrica.
Nel 2012 è stato approvato il progetto di una seconda nuova centrale idroelettrica a valle, aggiuntiva alla prima, con una potenza di 2368 Kw, da realizzarsi sulla sponda reggiana, a Cerredolo di Toano, ed alimentata dalle acque di scarico della centrale Enel di Farneta di Montefiorino. Ad oggi (2024) la struttura non è però stata completata.